# جي مايكل تاتوم
جي مايكل تاتوم (J. Michael Tatum) (اسمه الكامل جون مايكل تاتوم (John Michael Tatum)) هو مؤدي أصوات أمريكي ولد في 25 مارس 1976 في مكّيني، تكساس.

## أدواره في الانمي

### مسلسلات أنمي تلفزيونية
- ساموراي 7 - ريكيتشي
- تسوباسا كرونيكل - سيشيرو
- إكس إكس إكس هوليك - شيزوكا دوميكي
- هيرويك إيج - إيج
- ون بيس - إينير، دالتون, بيرل
- نادي مضيفي ثانوية أوران - كيويا أوتوري
- باكانو! - أيزاك ديان
- نيغيما!؟ - ناغي سبرينغفيلد
- بلاك كات - دكتور/كانزاكي
- روميو x جولييت - ويليام
- موشيشي - تاكو
- سبيد غرافر - كاتسيا شيروغاني
- بلاك بلاد براذرز - جيرو موتشيزُكي
- غوست هنت - لين كوجو
- ويتشبليد - مايكل
- شيغوروي - إيراكو سيغن
- سكول رمبل - هيرويوشي أسو
- سكول رمبل:الفصل الدراسي الثاني - هيرويوشي أسو
- دي جرايمان - كوموي لي، ليو
- التلميذ الأقوى في التاريخ كينيتشي - إيكي تاكيدا
- ذئب و توابل - كرافت لورنس
- أوكيكو فوريكابوتيه - ريكي كاجياما
- خيميائي الفولاذ FULLMETAL ALCHEMIST - سكار
- برج درواغا 〜the Aegis of URUK〜 - كيلب
- برج درواغا 〜the Sword of URUK〜 - كيلب
- ناباري نو أو - رايكو شيميزو
- لاينباريل الحديدي - ريجي موريتسوغو
- كوكب ملك الوحوش - الرقيب هيمدال
- داركر ذان بلاك -المقاول الأسود- - هاريس بيرنام
- سول إيتر - غيريكو
- إينيشال دي - ريوسكي تاكاهاشي
- إينيشال دي Second Stage - ريوسكي تاكاهاشي
- إينيشال دي Fourth Stage - ريوسكي تاكاهاشي
- شيكاباني هيمي: أكا - كيسيه تاغامي
- عدن الشرق - كازوومي هيراساوا
- الخادم الأسود - سيباستيان مايكليس
- الخادم الأسود 2 - سيباستيان مايكليس
- دراغون بول كاي - زاربون
- أويدو روكيت - تنتن
- Phantom 〜Requiem for the Phantom〜 - ريموند ماغواير
- سيتو نو هانايومي - والد لونا إيدوماي
- إل كازادور - بيدرو
- أسطول الزجاج - يوركزين
- حداد السيف المقدس - سيغفريد
- كيرو - العريف دورورو
- فايري تايل - سيمون
- C - سويتشيرو ميكوني
- يوميات المستقبل - ماسمي نيشيجيما
- غيلتي كراون - شيبونغي
- أويدو روكيت - تنتن
- شاكوغان نو شانا II - فرياغني
- شاكوغان نو شانا III(Final) - بالار
- شيكي - سيشيرو كيريشيكي
- دانس إن ذا فامباير باند - ألفونس بورجياني
- لاست إكسايل: فام ذات الأجنحة الفضية - الرائد غيث، راكيش
- أريا الرصاصة القرمزية - تورو سايوناكي، فلاد
- بلود سي - كائن أثري (المجنح)
- توريكو - جيلي بوي
- سبيس داندي - دكتور غيل
- بلاسريتر - ماغوالد زارغين
- هجوم العمالقة - إرفين سميث
- كارنفال - تسوكيتاتشي
- كود:بريكر - ماساومي هيكي
- فري!-Eternal Summer- - ريه ريوغازاكي
- رايلغان معينة خاصة بالعلم S - هاروكي أريتومي

### أنمي الإنترنت
- هيتاليا Axis Powers - فرنسا

### أوفا أنمي
- سكول رمبل:حصص إضافية - هيرويوشي أسو
- MURDER PRINCESS - كلايفيلت
- .hack//Quantum - سميث

### أفلام أنمي
- فكسل - كيساراغي
- XXXHOLiC: حلم ليلة منتصف الصيف - شيزوكا دوميكي
- عدن الشرق: الفيلم الأول: The King of Eden - كازوومي هيراساوا
- سمر وورز - وابيسكي جينّوتشي
- إيفانجيليون: 2.0 أنت (لا) تستطيع التقدم - ريوجي كاجي
- شاكوغان نو شانا - فرياغني
- إينيشال دي Third Stage - ريوسكي تاكاهاشي

## أدواره في ألعاب الفيديو
- تيلز أوف إكسيليا 2 - جوليوس كريزنك

## وصلات خارجية
- جي مايكل تاتوم على موقع IMDb (الإنجليزية)
- جي مايكل تاتوم على موقع ميوزك برينز (الإنجليزية)
- جي مايكل تاتوم على موقع ديسكوغز (الإنجليزية)
- جي مايكل تاتوم على موقع قاعدة بيانات الفيلم (الإنجليزية)
- جي مايكل تاتوم على موقع كينوبويسك (الروسية)
- جي مايكل تاتوم على موقع ANN person (الإنجليزية)